# Гольц, Генрих фон дер
Барон Генрих фон дер Гольц (10 декабря 1648 – 2 июля 1725) — генерал-фельдмаршал-лейтенант армии Петра I, участник Северной войны.

## Биография
Из известного германского дворянского рода Гольц, двоюродный брат саксонского генерал-фельдмаршала Иоахима Рюдигера фон дер Гольца (1620–1688), прадед прусского дипломата и государственного деятеля Августа Фридриха Фердинанда фон дер Гольца.
Начал службу в 1672 году в пехотном полку своего отца в армии Бранденбурга, участвовал в войне против Франции, закончил войну в чине полковника.
В 1702 году перешёл на службу саксонского курфюрста и польского короля Августа II в чине генерал-майора и должности коменданта Данцига.

### На русской службе

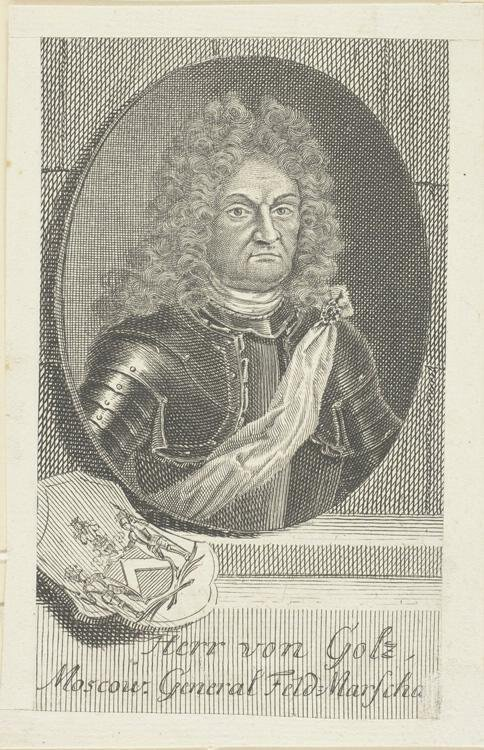
Гравюра нач. XVIII в.

По рекомендации Августа II в 1707 году принят на службу Петром I в чине генерал-фельдмаршал-лейтенанта со старшинством над всеми русскими генералами, подчинялся только главнокомандующему генерал-фельдмаршалу Б. П. Шереметеву. Участвовал в сражении при Головчине, где командовал левым флангом русской армии. В декабре 1708 года направлен во главе отдельного корпуса в Польшу для действий против сторонников Станислава Лещинского. 13 мая 1709 года нанёс поражение отряду Яна Казимира Сапеги при Лидухове на Украине, далее имел ещё несколько дел против поляков — сторонников Станислава Лещинского.
В 1710 году Пётр I вверил русские войска в Польше генерал-фельдмаршалу А. Д. Меншикову. Российские энциклопедии сообщают, что обиженный тем, что оказался в подчинении у русского главнокомандующего, фон дер Гольц ослушался Меншикова и был предан суду Военного трибунала. Приговорён к смертной казни; Пётр I заменил смертный приговор высылкой за границу в 1711 году. Современный историк Б. В. Мегорский пишет, что трибунал над Г. фон дер Гольцем начался на Котлине 15 (26) сентября 1710, Гольц был оправдан и в 1711 убыл из России.
О дальнейшей судьбе Гольца мало что известно. Вероятно, он скончался в Польше.